# 瑪麗亞·朱塞帕·羅布奇
瑪麗亞·朱塞帕·羅布奇（義大利語：Maria Giuseppa Robucci，1903年3月20日—2019年6月18日）是一名義大利超級人瑞，在她於116歲去世之前，她是世界上僅次於田中加子的第二長壽者。

## 生平
羅布奇於1903年出生於義大利普利亞大區福賈省波焦因佩里亞萊。她的父母分別為安東尼奧·羅布奇（Antonio Robucci）和瑪麗亞·米切拉·羅布奇（Robucci）。1928年12月3日，她與尼古拉·納吉索（Nicola Nargiso）結婚。這對夫婦有五個孩子，分別為安吉洛（Angelo）、康塞塔（Concetta）、安東尼奧（Antonio）、朱塞佩（Giuseppe）和菲洛梅娜（Giuseppa）。尼古拉於1982年去世。2003年，Rai Uno頻道的電視節目「La vita in diretta」報導了她的百歲壽辰。
2014年，羅布奇摔倒後髖部骨折，並接受了手術。她將自己的長壽歸功於良好的飲食習慣，例如橄欖油和番茄、對上帝的信仰、避免飲酒以及積極的心態。2018年7月6日，116歲的朱塞佩娜·普羅傑托-弗勞（Giuseppina Projetto-Frau）去世後，她成為義大利和歐洲的在世最年長者。
2018年7月22日，都千代逝世，以115岁124天成為世界上第2最年長者。
2019年6月18日，羅布奇在波焦因佩里亞萊逝世，享嵩壽116歲90天。她去世後露西爾·朗東成為歐洲的最年長者。